# تولجا جيفيك
تولجا جيفيك (بالتركية: Tolga Çevik)‏ (و. 1974 – م) هو ممثل من تركيا . ولد في إسطنبول .

## روابط خارجية
- تولجا جيفيك على موقع IMDb (الإنجليزية)
- تولجا جيفيك على موقع أول موفي (الإنجليزية)
- تولجا جيفيك على موقع قاعدة بيانات الأفلام السويدية (السويدية)
- تولجا جيفيك على موقع قاعدة بيانات الفيلم (الإنجليزية)